# 동청 철도

동청 철도 노선.

동청철도(東淸鐵道, 영어: Chinese Eastern Railway, CER)는 하얼빈을 중심으로 하여 만저우리 (만주리)와 쑤이펀허 (수분하), 그리고 다롄을 잇는 철도 노선이다. 1911년 중화민국이 성립한 뒤에는 중동 철도(中東鐵道)로 불렸다.

## 역사
러시아 제국은 치타를 출발해 만주 북부를 횡단, 블라디보스토크에 이르는 철도 노선을 계획하였다. 그리고 러시아는 청일 전쟁에서 이긴 일본이 요동 반도를 영유하는 것을 막은 대가로 청나라와 협상해 동청철도 부설권을 얻는다. 1898년 3월 러시아는 여순과 대련 일대를 조차 하고 하얼빈에서 대련에 이르는 남만주철도의 부설권도 얻었다. 하지만 러일 전쟁에서 러시아가 지고, 그에 따라 맺어진 포츠머스 조약에 의해 장춘 이남의 남만주철도는 일본의 소유가 되었다. 1918년 러시아 제국이 멸망하자, 소비에트 연방 (소련)이 동청철도의 이권을 계승했다.
1924년 5월 중화민국과 소련 양국은 국교를 맺기 위해 수교 협정을 체결하였다. 이 수교 협정에서 동청철도의 소련 소유가 인정되었다. 하지만 이 협정에 불만을 가진 장작림 군벌 정권은 중화민국 정부와 별도로 1924년 9월 소련과 협정을 체결하였다. 1929년 장학량은 소련의 협정 위반을 이유로 동청철도 이권 회수를 시도했으나 소련군의 방해에 의해 실패하게 되었다.
1931년 만주사변이 발발하고, 1932년 일본에 의해 괴뢰국인 만주국이 성립하자 소련은 일본과의 무력 충돌을 피하기 위해 동청 철도에 관한 권리를 만주국 정부에게 팔았다. 동청철도를 판 소련은 1935년 3월 만주에서 철수하였다. 동청철도가 만주국의 국유 철도가 되자, 일본은 중국 대륙 침공을 원활히 하기 위해 광궤였던 궤도를 표준궤로 바꾸었다.
1945년 8월 소련은 일본에게 선전 포고를 하는 동시에 만주에 침공하면서 동청철도 및 남만주철도를 차지하였다. 그리고 이 두 철도를 합해 명칭을 장춘 철도라고 개칭하였다. 1945년 8월 소련은 중화민국 국민정부의 장제스와 동맹 조약을 맺어 장춘철도를 소련과 중국이 30여년간 공동으로 사용하는 것을 합의하였다. 그러나 1949년 중국 공산당이 중화인민공화국을 성립하고 장제스의 중화민국 정부가 타이완으로 이전하자, 소련과 중공은 1949년 동맹 조약을 개정해 장춘 철도의 소유권을 중화인민공화국이 갖는다는 것을 합의함으로써 장춘철도의 모든 권리는 중화인민공화국으로 넘어 갔다.
중화인민공화국 성립 후 만저우리~하얼빈 구간은 빈저우 철로로, 하얼빈~쑤이펀허 구간은 빈쑤이 철로로, 하얼빈~다롄 구간은 하다 철로(zh)로 분할되었다.

## 같이 보기
- 시베리아 횡단 철도(TSR)
- 한반도 종단 철도(TKR)
- 몽골 종단 철도(TMR)
- 아시아 횡단 철도(TAR)
- 아시안 하이웨이(AH)
- 팬아메리칸 하이웨이(PAH)
- 국제 E-로드 네트워크(유럽 고속도로)